# Бред Мей
Бред Мей (англ. Brad May, нар. 29 листопада 1971, Торонто) — колишній канадський хокеїст, що грав на позиції крайнього нападника. Грав за збірну команду Канади.
Володар Кубка Стенлі. Провів понад тисячу матчів у Національній хокейній лізі. 

## Ігрова кар'єра
Хокейну кар'єру розпочав 1988 року.
1990 року був обраний на драфті НХЛ під 14-м загальним номером командою «Баффало Сейбрс». 
Протягом професійної клубної ігрової кар'єри, що тривала 20 років, захищав кольори команд «Баффало Сейбрс» ,  «Ванкувер Канакс» ,  «Фінікс Койотс» ,  «Колорадо Аваланч» ,  «Анагайм Дакс» ,  «Торонто Мейпл-Ліфс»  та  «Детройт Ред-Вінгс».
Загалом провів 1129 матчів у НХЛ, включаючи 88 ігор плей-оф Кубка Стенлі.
Виступав за молодіжну збірну Канади та національну збірну Канади, провів 8 ігор в її складі.

## Нагороди та досягнення
Клубні
- Друга команда всіх зірок ОХЛ — 1990, 1991.
- Володар Кубка Стенлі в складі «Анагайм Дакс» — 2007.

Збірні
- Чемпіон світу серед молодіжних команд — 1990.
- Срібний призер чемпіонату світу — 1996.

## Статистика

### Клубні виступи
| Сезон        | Клуб                    | Ліга         | Регулярний сезон | Регулярний сезон | Регулярний сезон | Регулярний сезон | Регулярний сезон | Плей-оф | Плей-оф | Плей-оф | Плей-оф | Плей-оф |
| Сезон        | Клуб                    | Ліга         | І                | Г                | П                | О                | ШХ               | І       | Г       | П       | О       | ШХ      |
| ------------ | ----------------------- | ------------ | ---------------- | ---------------- | ---------------- | ---------------- | ---------------- | ------- | ------- | ------- | ------- | ------- |
| 1988–89      | «Ніагара-Фоллс Тандер»  | ОХЛ          | 65               | 8                | 14               | 22               | 304              | 17      | 0       | 1       | 1       | 55      |
| 1989–90      | «Ніагара-Фоллс Тандер»  | ОХЛ          | 61               | 33               | 58               | 91               | 223              | 16      | 9       | 13      | 22      | 64      |
| 1990–91      | «Ніагара-Фоллс Тандер»  | ОХЛ          | 34               | 37               | 32               | 69               | 93               | 14      | 11      | 14      | 25      | 53      |
| 1991–92      | «Баффало Сейбрс»        | НХЛ          | 69               | 11               | 6                | 17               | 309              | 7       | 1       | 4       | 5       | 2       |
| 1992–93      | «Баффало Сейбрс»        | НХЛ          | 82               | 13               | 13               | 26               | 242              | 8       | 1       | 1       | 2       | 14      |
| 1993–94      | «Баффало Сейбрс»        | НХЛ          | 84               | 18               | 27               | 45               | 171              | 7       | 0       | 2       | 2       | 9       |
| 1994–95      | «Баффало Сейбрс»        | НХЛ          | 33               | 3                | 3                | 6                | 87               | 4       | 0       | 0       | 0       | 2       |
| 1995–96      | «Баффало Сейбрс»        | НХЛ          | 79               | 15               | 29               | 44               | 295              | —       | —       | —       | —       | —       |
| 1996–97      | «Баффало Сейбрс»        | НХЛ          | 42               | 3                | 4                | 7                | 106              | 10      | 1       | 1       | 2       | 32      |
| 1997–98      | «Баффало Сейбрс»        | НХЛ          | 36               | 4                | 7                | 11               | 113              | —       | —       | —       | —       | —       |
| 1997–98      | «Ванкувер Канакс»       | НХЛ          | 27               | 9                | 3                | 12               | 41               | —       | —       | —       | —       | —       |
| 1998–99      | «Ванкувер Канакс»       | НХЛ          | 66               | 6                | 11               | 17               | 102              | —       | —       | —       | —       | —       |
| 1999–00      | «Ванкувер Канакс»       | НХЛ          | 59               | 9                | 7                | 16               | 90               | —       | —       | —       | —       | —       |
| 2000–01      | «Фінікс Койотс»         | НХЛ          | 62               | 11               | 14               | 25               | 107              | —       | —       | —       | —       | —       |
| 2001–02      | «Фінікс Койотс»         | НХЛ          | 72               | 10               | 12               | 22               | 95               | 5       | 0       | 0       | 0       | 0       |
| 2002–03      | «Фінікс Койотс»         | НХЛ          | 20               | 3                | 4                | 7                | 32               | —       | —       | —       | —       | —       |
| 2002–03      | «Ванкувер Канакс»       | НХЛ          | 3                | 0                | 0                | 0                | 10               | 14      | 0       | 0       | 0       | 15      |
| 2003–04      | «Ванкувер Канакс»       | НХЛ          | 70               | 5                | 6                | 11               | 137              | 6       | 1       | 0       | 1       | 6       |
| 2005–06      | «Колорадо Аваланч»      | НХЛ          | 54               | 3                | 3                | 6                | 82               | 3       | 0       | 0       | 0       | 0       |
| 2006–07      | «Колорадо Аваланч»      | НХЛ          | 10               | 0                | 3                | 3                | 8                | —       | —       | —       | —       | —       |
| 2006–07      | «Анагайм Дакс»          | НХЛ          | 14               | 0                | 1                | 1                | 13               | 18      | 0       | 1       | 1       | 28      |
| 2007–08      | «Анагайм Дакс»          | НХЛ          | 61               | 3                | 1                | 4                | 53               | 6       | 0       | 0       | 0       | 4       |
| 2008–09      | «Анагайм Дакс»          | НХЛ          | 20               | 0                | 5                | 5                | 28               | —       | —       | —       | —       | —       |
| 2008–09      | «Торонто Мейпл-Ліфс»    | НХЛ          | 38               | 1                | 1                | 2                | 61               | —       | —       | —       | —       | —       |
| 2009–10      | «Детройт Ред-Вінгс»     | НХЛ          | 40               | 0                | 2                | 2                | 66               | —       | —       | —       | —       | —       |
| 2009–10      | «Гранд Репідс Гріффінс» | АХЛ          | 17               | 5                | 5                | 10               | 40               | —       | —       | —       | —       | —       |
| Усього в НХЛ | Усього в НХЛ            | Усього в НХЛ | 1041             | 127              | 162              | 289              | 2248             | 88      | 4       | 9       | 13      | 112     |

### Збірна
| Рік                | Команда                 | Турнір             | Місце              | І | Г | П | О | ШХ |
| ------------------ | ----------------------- | ------------------ | ------------------ | - | - | - | - | -- |
| 1991               | молодіжна збірна Канади | МЧС                | 1                  | 7 | 1 | 0 | 1 | 2  |
| 1996               | Канада                  | ЧС                 | 2                  | 8 | 0 | 0 | 0 | 6  |
| Молодіжна збірна   | Молодіжна збірна        | Молодіжна збірна   | Молодіжна збірна   | 7 | 1 | 0 | 1 | 2  |
| Національна збірна | Національна збірна      | Національна збірна | Національна збірна | 8 | 0 | 0 | 0 | 6  |